# Tatort: Wir sind nicht zu fassen!
Wir sind nicht zu fassen! ist ein Fernsehfilm aus der Krimireihe Tatort. Der vom ORF produzierte Beitrag ist die 1304. Tatort-Episode und wurde am 1. Juni 2025 im SRF, im ORF und im Ersten ausgestrahlt. Es ist der 60. Fall des österreichischen Ermittlers Moritz Eisner und der 36. gemeinsame Fall des Ermittlerteams Eisner/Fellner.

## Handlung
In der Wiener Innenstadt kommt es zu einem gewaltsamen Protest, bei dem ein Demonstrant, Jakob Volkmann, tot aufgefunden wird. Major Bibi Fellner und Moritz Eisner übernehmen die Ermittlungen in einem zunehmend politisch aufgeheizten Umfeld. Während die Polizei unter Druck gerät und die öffentliche Kritik wächst, deuten Spuren auf eine radikale Untergrundgruppe hin, der auch das Opfer angehörte. Die Ermittlungen weiten sich aus, als ein Anschlag auf die Ermittlerin Meret Schande verübt wird. Bald geraten auch Angehörige der Polizei ins Visier der Ermittler.
Jakob Volkmann war V-Mann des Staatsschutzes in der Kampfbereiten Außerparlamentarischen Opposition (KAPO). Als das herauskam, sedierten ihn Alexander Woltschak und ein Komplize, woraufhin Volkmann wegen seiner "Malignen Hyperthermie" daran verstarb. Sie legten ihn in die erste Reihe, um den Tod wie verursacht durch Polizeigewalt aussehen zu lassen. Da er trotz Schutzversprechens ermordet ist, vertraut seine Freundin, Katja Ralko, nicht mehr der Polizei und sucht Flucht in einer Diskothek. Meret Schande, die vorher mit einem Molotov-Cocktail attackiert worden ist, verfolgt Ralko. Woltschak lauert Ralko am Ausgang der Diskothek auf, doch Schande kann diesen überwältigen und als Täter des Brandanschlages auf sie identifizieren.
Fellner und Eisner konfrontieren Schubert vom Staatsschutz bezüglich der V-Mann-Tätigkeit Volkmanns. Woltschak ist Teil einer größeren Gruppierung, die den Staat stürzen will. Um an den Drahtzieher, Gejza von Rencz, zu gelangen, stellen ihm Fellner, Eisner und Schubert eine Falle: Sie täuschen ein Gespräch in einer Tierarztpraxis einer Komplizin vor, wonach Rencz kurz vor der Verhaftung stehe. Sie täuschen eine Razzia in seinem Anwesen vor, woraufhin dieser flieht und, so der Plan, sie zu seinen Komplizen führt. Das Ende bleibt offen.

## Hintergrund
Der Film wurde in Wien und Umgebung gedreht.

## Rezeption

### Einschaltquoten
Die Erstausstrahlung von Wir sind nicht zu fassen! am 1. Juni 2025 wurde in Deutschland von 8,14 Millionen Zuschauern gesehen und erreichte einen Marktanteil von 32,8 % für Das Erste.

### Kritik
Bei Tittelbach.tv schreibt Volker Bergmeister: „Autor-Regisseur Rupert Henning hat seine brisante Geschichte als temporeichen Thriller inszeniert. Er dreht dabei am großen gesellschaftlichen Rad; gegen Ende gerät es ein wenig zu groß. Dennoch: Der „Tatort – Wir sind nicht zu fassen!“ bietet spannende Unterhaltung mit Polit-Touch.“ (Anm.: Der Autor vergibt vier von sechs möglichen Punkten.).